# Medal „Za Zasługi dla Rozwoju Twórczości Fotograficznej”

Złoty Medal „Za Zasługi dla Rozwoju Twórczości Fotograficznej”

Medal „Za Zasługi dla Rozwoju Twórczości Fotograficznej” – polskie odznaczenie niepaństwowe, przyznawane przez Kapitułę Fotoklubu Rzeczypospolitej Polskiej Stowarzyszenia Twórców.

## Charakterystyka
Medal „Za Zasługi dla Rozwoju Twórczości Fotograficznej” ustanowiony decyzją Zarządu Fotoklubu Rzeczypospolitej Polskiej Stowarzyszenia Twórców ma specyfikę dwustopniową – Złoty Medal „Za Zasługi dla Rozwoju Twórczości Fotograficznej” oraz Srebrny Medal „Za Zasługi dla Rozwoju Twórczości Fotograficznej”. Odznaczenie jest uznaniem stanowiącym gratyfikację dla osób, które fotograficzną twórczością artystyczną, działalnością na niwie fotografii oraz pracą na rzecz fotografii – przyczyniły się do rozwoju fotografii oraz rozwoju sztuki fotograficznej w Polsce. Dwustopniowy medal jest przyznawany decyzją Kapituły Fotoklubu Rzeczypospolitej Polskiej – z inicjatywy własnej bądź na wniosek innych osób, związanych z polską fotografią. Do przyznanego medalu dołączono akt nadania odznaczenia oraz legitymację.

## Opis odznaczenia
Medal w kształcie koła – sporządzony z metalu w kolorze złotym oraz srebrnym. Awers odznaczenia przedstawia – w otoku imitującym wieniec laurowy umieszczono napis FOTOKLUB RZECZYPOSPOLITEJ POLSKIEJ STOWARZYSZENIE TWÓRCÓW. W środku awersu umieszczono logo Fotoklubu Rzeczypospolitej Polskiej – otoczone napisem Za Zasługi dla Rozwoju Twórczości Fotograficznej. Rewers odznaczenia przedstawia napis – imię i nazwisko odznaczonego oraz numer ewidencyjny odznaczenia. 
Medal zawieszono na wstążce z dwoma pionowymi paskami w kolorze biało-czerwonym.